# ناهید کیانی
ناهید کیانی (زادهٔ ۱۰ مرداد ۱۳۷۷) تکواندوکار اهل ایران است. او در مسابقات بین‌المللی در وزن ۵۳ کیلوگرم بانوان و در مسابقات المپیک و گرند پری تکواندو در وزن ۵۷ کیلوگرم بانوان بازی کرده است. کیانی موفق به کسب مدال طلای مسابقات جهانی تکواندو در سال ۲۰۲۳ شده است. همچنین او موفق شده است در رنکینگ جهانی در رتبه نخست جهان قرار گیرد. او تاکنون تجربه حضور در دو المپیک ۲۰۲۰ و ۲۰۲۴ را داشته است و موفق به کسب مدال نقره در المپیک ۲۰۲۴ شده است.
کیانی‌در مسابقات جهانی ۲۰۲۳، نخستین نشان طلای مسابقات جهانی در تاریخ تکواندوی زنان ایران را کسب کرد. همچنین وی در مسابقات جایزه بزرگ رم که بلافاصله پس از مسابقات جهانی برگزار شد موفق به کسب مدال نقره در وزن ۵۷ کیلوگرم بانوان شد. چند ماه بعد و در اکتبر ۲۰۲۳ او موفق شد در مسابقه جایزه بزرگ تائی‌یوان چین نیز به مدال نقره برسد.

## زندگی شخصی
ناهید کیانی چنده در ۱۰ مرداد ۱۳۷۷ در اصفهان زاده شد. خانواده وی اصالتاً از ایل بختیاری و از تیر چهاربنیچه یکی از تیرهای طایفه اورک دینارونی هستند. اما او در اصفهان بزرگ شده است. وی چهار خواهر و یک برادر دارد و فرزند آخر خانواده است. او تکواندو را از ۸ سالگی به همراه خواهرش مهتاب کیانی آغاز کرد. محمدرضا اصلانی کارگردان سینمای ایران نیز از اقوام خانواده ایشان است.

## عملکرد ورزشی

### المپیک ۲۰۲۰
وی در رقابت‌های کسب سهمیهٔ المپیک تابستانی ۲۰۲۰ در وزن ۵۷ کیلوگرم با پیروزی مقابل نماینده اردن، موفق به کسب نشان طلا و سهمیه المپیک ۲۰۲۰ توکیو شد. ناهید کیانی در بازی‌های المپیک ۲۰۲۰ در دیداری پر حاشیه نتیجه بازی را به حریف خود کیمیا علیزاده المپین سابق ایران از تیم پناهندگان واگذار کرد و از دور رقابت‌ها حذف شد.
هنگام بازگشت به ایران هیچ مسئول ورزشی ایران در فرودگاه به استقبالش نرفت و برخی از مردم نیز از شکست او در مقابل علیزاده اظهار شادمانی کردند. او در واکنش به این شکست در صفحه اینستاگرامش نوشت: «من چه باید می‌کردم؟ سیاست در مقابل‌مان قد علم کرده بود، نمی‌دانم چه بر سر جهان آمده که زور ورزش به سیاست نرسید و پرچم المپیک تنها به نمادی بی‌توجه تبدیل شده که شعار صلح سر می‌دهد. اگر رویارویی من با هم وطنم دل شما را آزرد، بازنده حقیقی بازی من و کیمیا «المپیک» بود، آری المپیک رویدادی که تمامی بزرگیش به فریاد صلحش است، المپیک ۲۰۲۱ با تمام خوب و بدش تمام می‌شود و من می‌مانم و المپیک که بزرگیش در ذهنیتم افول کرده است.»

### قهرمانی جهان ۲۰۲۳
ناهید کیانی در مسابقات قهرمانی تکواندو جهان ۲۰۲۳، نخستین نشان طلای مسابقات جهانی در تاریخ تکواندوی زنان ایران را به گردن آویخت. کیانی در فینال وزن ۵۳ کیلوگرم با پیروزی مقابل جو ژو از چین روی سکوی نخست ایستاد.

### المپیک ۲۰۲۴
کیانی با توجه به قرارگیری اش در بین ۵ نفر برتر رنکینگ المپیکی فدراسیون جهانی تکواندو در وزن ۵۷- کیلوگرم زنان، موفق به کسب سهمیه المپیک ۲۰۲۴ پاریس شد.
او در نخستین بازی خود در این رقابت‌ها، علیرغم شکست در ست اول بازی با نتیجه ۱۰–۷ در برابر کیمیا علیزاده، در دو ست بعدی با نتایج ۶–۵ و ۷–۷ پیروز شد و به مرحله بعدی راه یافت. کیانی در ادامه با غلبه بر حریفانی از تونس و لبنان در مراحل یک‌چهارم نهایی و نیمه‌نهایی به بازی نهایی رسید و نخستین زن تاریخ ورزش ایران شد که به فینال رقابت‌های المپیک صعود می‌کند؛ اما در بازی نهایی از حریف کره‌ای خود کیم یو جین شکست خورد و به کسب مدال نقره بسنده کرد. وی سومین زن ایرانی مدال‌آور در المپیک است.

## دیدگاه‌ها

### خیزش ۱۴۰۱ ایران
ناهید کیانی در ۱۸ دی ۱۴۰۱ با انتشار تصویری بدون حجاب اجباری، با هشتگ زن، زندگی، آزادی نوشت: «سکوتم از رضایت نیست». پس از انتشار این تصویر، رسانه‌های نزدیک به حکومت از خداحافظی او از تیم ملی نوشتند. با این حال او هرگز جدایی‌اش از تیم ملی تکواندو زنان ایران را تأیید نکرد.

## جوایز و افتخارات
- مدال برنز مسابقات قهرمانی نوجوانان جهان در چین تایپه در سال ۲۰۱۴
- مدال طلای مسابقات قهرمانی نوجوانان آسیا در چین تایپه در سال ۲۰۱۵
- مدال برنز مسابقات تکواندو قهرمانی آسیا ۲۰۱۶ در فیلیپین
- مدال طلای بازی‌های همبستگی اسلامی ۲۰۱۷ در باکو
- مدال برنز یونیورسیاد تابستانی ۲۰۱۷ در تایوان
- مدال برنز بازی‌های آسیایی ۲۰۱۸ در اندونزی
- مدال برنز جام ریاست فدراسیون جهانی در ایران در سال ۲۰۱۸
- مدال نقره مسابقات تکواندو قهرمانی آسیا ۲۰۱۸ در ویتنام
- مدال طلا تورنومنت بین‌المللی فجر (بزرگسالان) در ایران در سال ۲۰۱۹
- مدال طلا و کسب سهمیه المپیک ۲۰۲۰ توکیو در مسابقات کسب سهمیه المپیک در اردن در سال ۲۰۲۱
- مدال نقره مسابقات بین‌المللی جام فجر (تهران) در سال ۲۰۲۱ (سال ۱۴۰۰)
- مدال طلا مسابقات آزاد قهرمانی آسیا (تهران) در سال ۲۰۲۱
- مدال طلا بازی‌های همبستگی اسلامی ۲۰۲۱ در سال ۲۰۲۲ در قونیه
- مدال طلا یونیورسیاد تابستانی ۲۰۲۱ در چین در سال ۲۰۲۳
- مدال طلا مسابقات جهانی تکواندو ۲۰۲۳ باکو[۲۰]
- مدال نقره مسابقات گرند پری ۲۰۲۳ رم
- مدال نقره مسابقات گرند پری ۲۰۲۳ تائی‌یوان
- مدال نقره المپیک ۲۰۲۴ پاریس